# Portale del Giudizio universale della cattedrale di Notre-Dame a Parigi
Il portale del Giudizio universale della cattedrale di Notre-Dame a Parigi è il portale centrale della facciata occidentale. È il più recente dei tre portali del prospetto principale e venne realizzato tra il 1210 e il 1240; nel 1771-1772, su progetto di Jacques-Germain Soufflot venne alterato con la creazione di un unico fornice e ricondotto alle caratteristiche originarie durante il restauro ottocentesco diretto da Eugène Viollet-le-Duc e Jean-Baptiste-Antoine Lassus.

## Storia

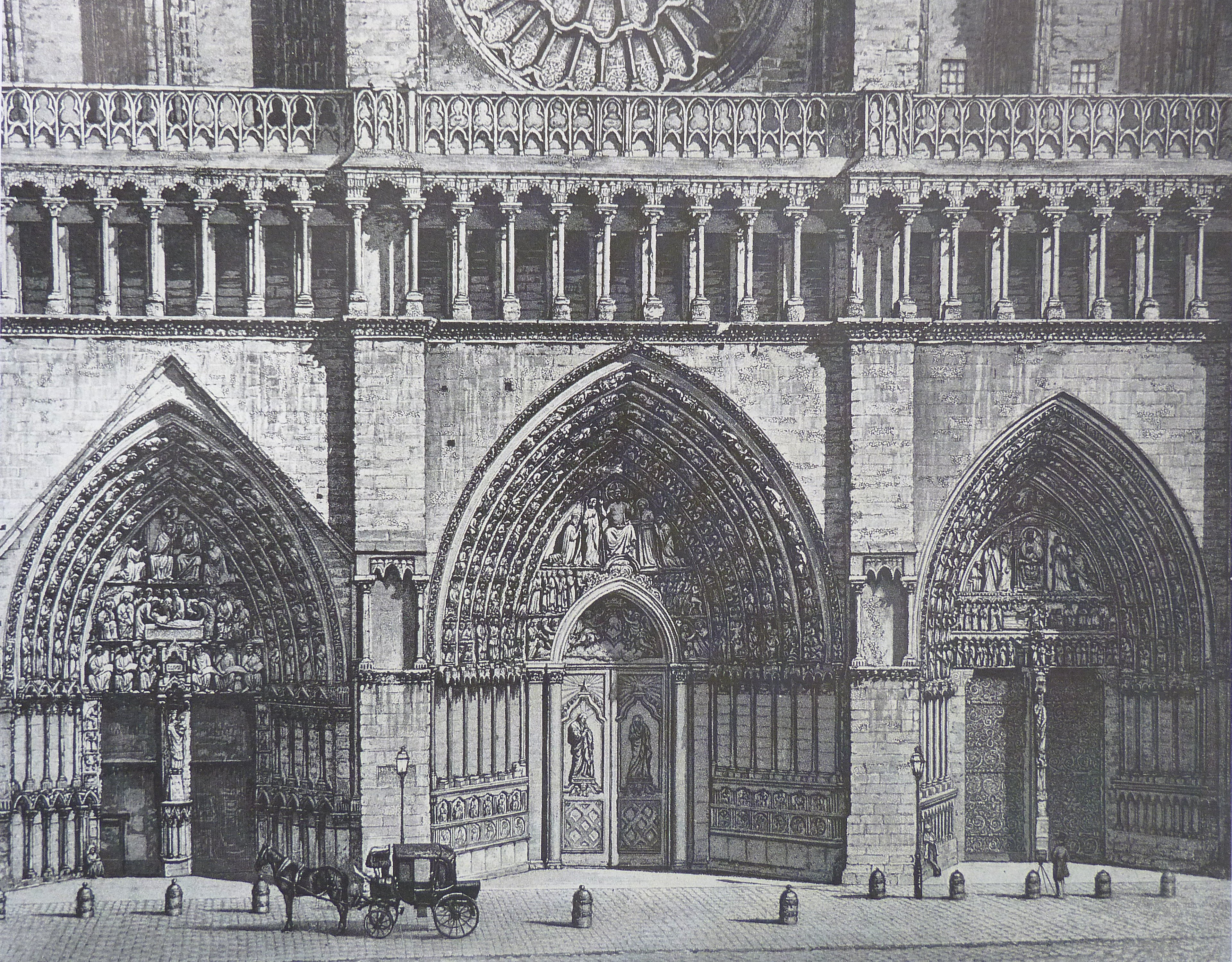
I portali della facciata occidentale prima del ripristino ottocentesco.

I lavori di costruzione della facciata principale della cattedrale di Notre-Dame, rivolta ad ovest iniziarono nel 1208 e nel 1220 erano giunti alla galleria dei Re. La realizzazione dell'apparato scultoreo del portale centrale andò dal 1210 al 1240 circa.
Dei tre portali del prospetto occidentale, il centrale è stato quello maggiormente modificato: complessivamente terminato intorno al 1220, circa vent'anni dopo la sua lunetta venne smontata per sostituire le originarie sculture del Cristo giudice (di cui alcuni frammenti furono rinvenuti da Eugène Viollet-le-Duc al di sotto del sagrato durante i restauri ottocenteschi della cattedrale) e dell'Angelo con i chiodi e la Lancia di Longino. Nel 1771-1772 su richiesta del capitolo, che in questo modo voleva favorire il passaggio delle processioni (soprattutto quelle del Santissimo Sacramento), l'architetto Jacques-Germain Soufflot demolì il trumeau e parzialmente la parte inferiore della lunetta, ricavando una porta ad unico fornice e a doppio battente, con arco a sesto acuto sorretto su ogni lato da un pilastro ed una colonna corinzia. I battenti bronzei vennero realizzati ornati a rilievo dallo scultore Pierre-Louis Fixon con Cristo che tiene in mano la Croce (battente di destra) e la Vergine Addolorata (battente di sinistra); nella lunetta della porta, dello stesso autore, lo stemma della città di Parigi (all'esterno) e la Vergine col Bambino e angeli (all'interno). Durante la Rivoluzione francese, per ordine della Comune di Parigi nell'ottobre 1793 insieme alle altre grandi statue della facciata furono distrutte anche quelle dei Dodici apostoli che ornavano il portale centrale.
I grandi restauri ottocenteschi di ripristino della cattedrale diretti da Eugène Viollet-le-Duc e Jean-Baptiste-Antoine Lassus, interessarono anche il portale centrale della facciata, al fine di riportarlo allo stato originario: nel 1853-1856 furono ricostruiti sotto la direzione di Adolphe-Victor Geoffroy-Dechaume il trumeau e le parti della lunetta distrutte da Soufflot, e furono realizzate dodici nuove statue per la strombatura. I bassorilievi del Cristo e dell'Addolorata della porta settecentesca furono conservati nei matronei, ove sono esposti tuttora.

## Descrizione
Il portale del Giudizio universale, che trae il suo nome dal tema dei bassorilievi della lunetta, si trova al centro della parte inferiore della facciata occidentale della cattedrale di Notre-Dame e dà accesso immediato dal sagrato alla navata maggiore della basilica; esso presenta una struttura analoga a quella degli altri due, essendo ogivale e strombato, con ingresso a doppio fornice con al centro un trumeau. Come gli altri portali, anche quello centrale era policromo e presenta tuttora tenui tracce di pittura nella parte originaria della lunetta e nell'archivolto (nei tre ordini interni nella loro interessa e nella parte inferiore di quelli esterni; tracce di colore sono state rinvenute anche su alcuni frammenti delle originarie statue degli Apostoli presso il Museo di Cluny. Le cerniere in ferro battuto delle porte furono realizzate in stile neomedioevale tra il 1859 e il 1867 dal fabbro Pierre François Marie Boulanger.

### Lunetta e archivolto

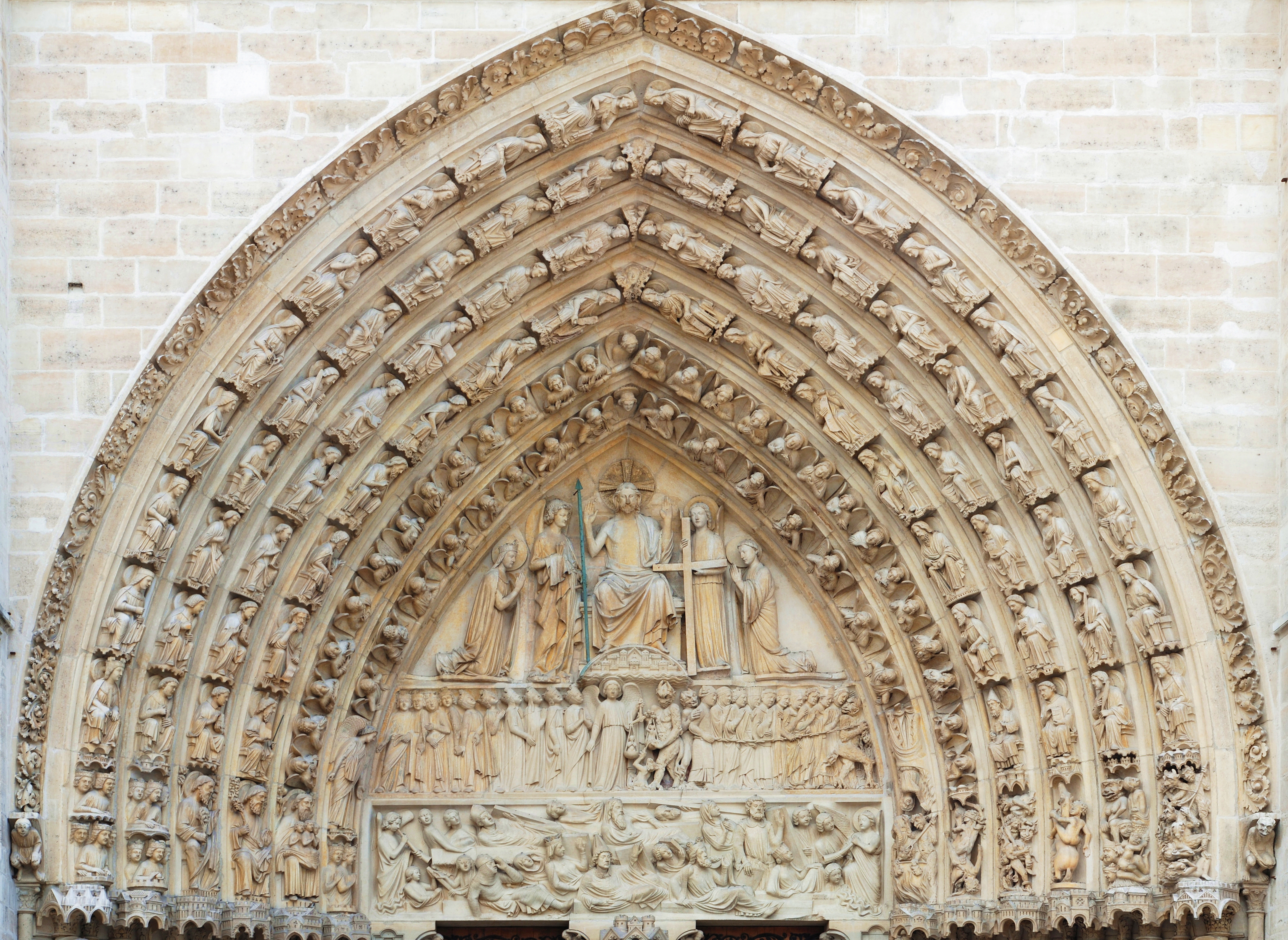
La lunetta e l'archivolto

La decorazione dell'archivolto e della lunetta, ordinata in quest'ultima area su tre fasce decorative sovrapposte (delle quali le due inferiori parzialmente distrutte del XVIII secolo da Jacques-Germain Soufflot e ricostruite durante i restauri ottocenteschi da Armand Toussaint sotto la direzione di Adolphe-Victor Geoffroy-Deuchaume), tratta il tema del giudizio finale che, secondo l'escatologia cattolica avverrà alla fine dei tempi, quando Dio giudicherà tutti gli uomini in base alle azioni da loro compiute durante la vita, e destinerà ciascuno al Paradiso oppure all'Inferno, e segue lo schema in cinque atti tipico della scultura francese del XIII secolo, con riferimento ai capitoli 24 e 25 del Vangelo secondo Matteo.
Il primo atto è costituito dai segni premonitori del giudizio finale, situati nella fascia inferiore della sezione destra dell'archivolto e sormontati da baldacchini gotici, intervallati a scene infernali: la Morte bendata a cavallo con il corpo sventrato del cavaliere (seconda figura da sinistra, in riferimento al quarto cavaliere dell'Apocalisse, Ap 6,8) e il Cavaliere che riceve l'ordine del Cielo (quarta da sinistra, in riferimento ad Ap 6,8).

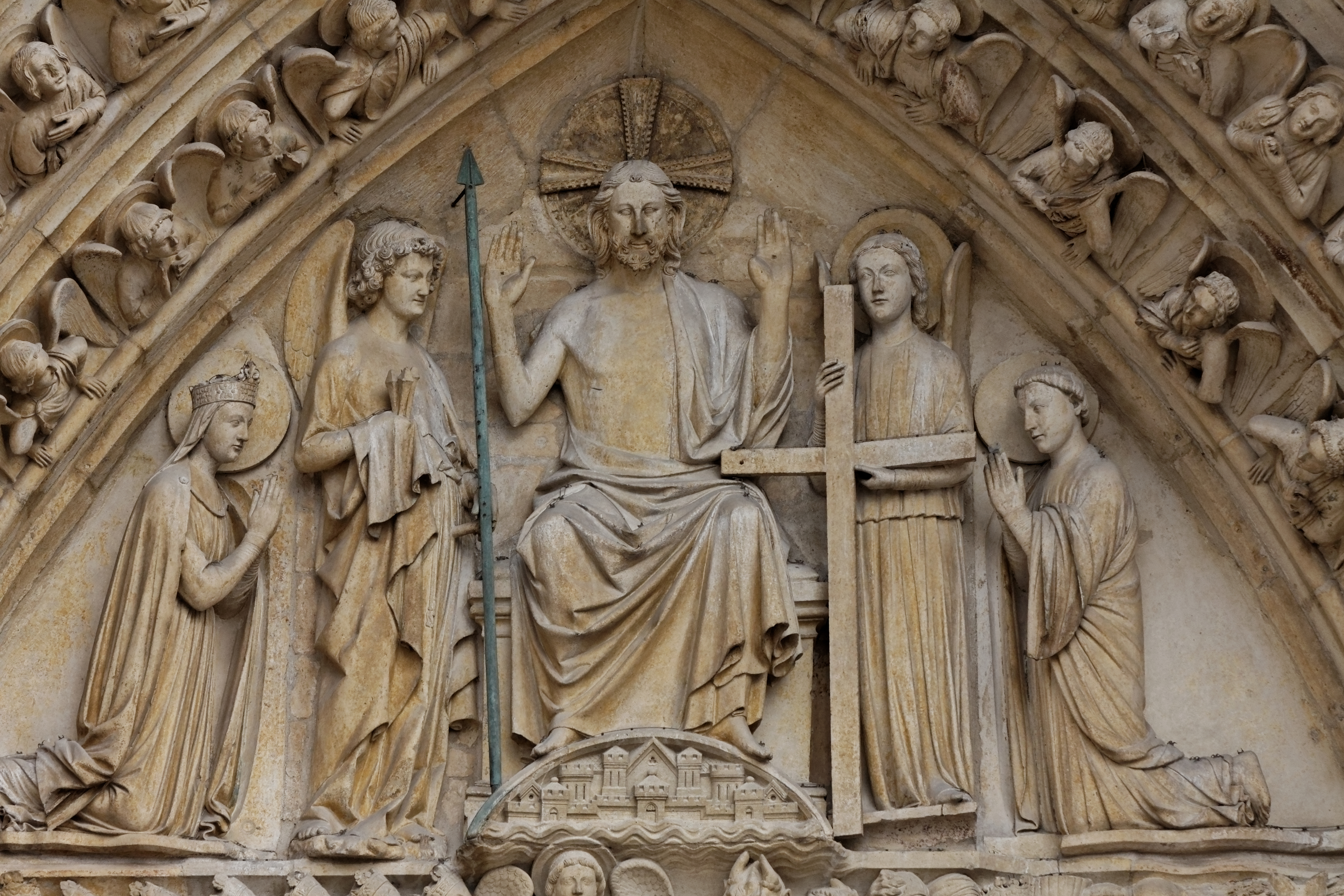
La parte superiore della lunetta

Segue la visione di Cristo in gloria, raffigurato in trono come giudice nella fascia superiore della lunetta, che mostra le mani e il costato trafitti, i cui piedi poggiano sulla Gerusalemme celeste; ai suoi lati stanno, in piedi, due angeli che portano i segni della sua Passione: la Croce (angelo di destra) e i chiodi e la Lancia di Longino (angelo di sinistra). Alle due estremità (secondo uno schema che poi verrà adottato in altre cattedrali, come in quelle di Poitiers e di Bordeaux nonché nelle chiese di Saint-Éliphe a Rampillon e di Saint-Sulpice a Saint-Sulpice-de-Favières) sono raffigurati in ginocchio Giovanni Evangelista (a sinistra) e la Madonna (a destra); la presenza di quest'ultima evidenzia la continuità tematica fra le decorazioni dei tre portali della facciata occidentale, che inizia in quello di destra con l'infanzia di Maria e di Gesù), prosegue in quello di sinistra con la morte e Assunzione della Vergine e termina in quello centrale con l'intercessione di Maria presso il Figlio. La scena è incorniciata dalla corte celeste che adorna le fasce dell'archivolto secondo una precisa gerarchia: nelle due più interne vi sono quarantacinque angeli che battono le mani e cantano la gloria di Dio; poi, verso l'esterno, quattordici patriarchi e profeti, sedici dottori della Chiesa, diciotto martiri e diciotto vergini. Le statue di Cristo giudice e dell'Angelo con i chiodi e la Lancia di Longino sono posteriori rispetto a tutto il resto della decorazione del portale, risalendo al 1240; nell'ambito dei restauri ottocenteschi, Viollet-le-Duc rinvenne al di sotto del sagrato nei pressi del portale centrale, i resti di un bassorilievo raffigurante Cristo in gloria con i simboli degli Evangelisti, probabilmente quello originariamente presente nella lunetta, il quale è stato ipotizzato essere ad esso preesistente, proveniente dal portale della facciata settentrionale della cattedrale e risalente al 1180 circa.

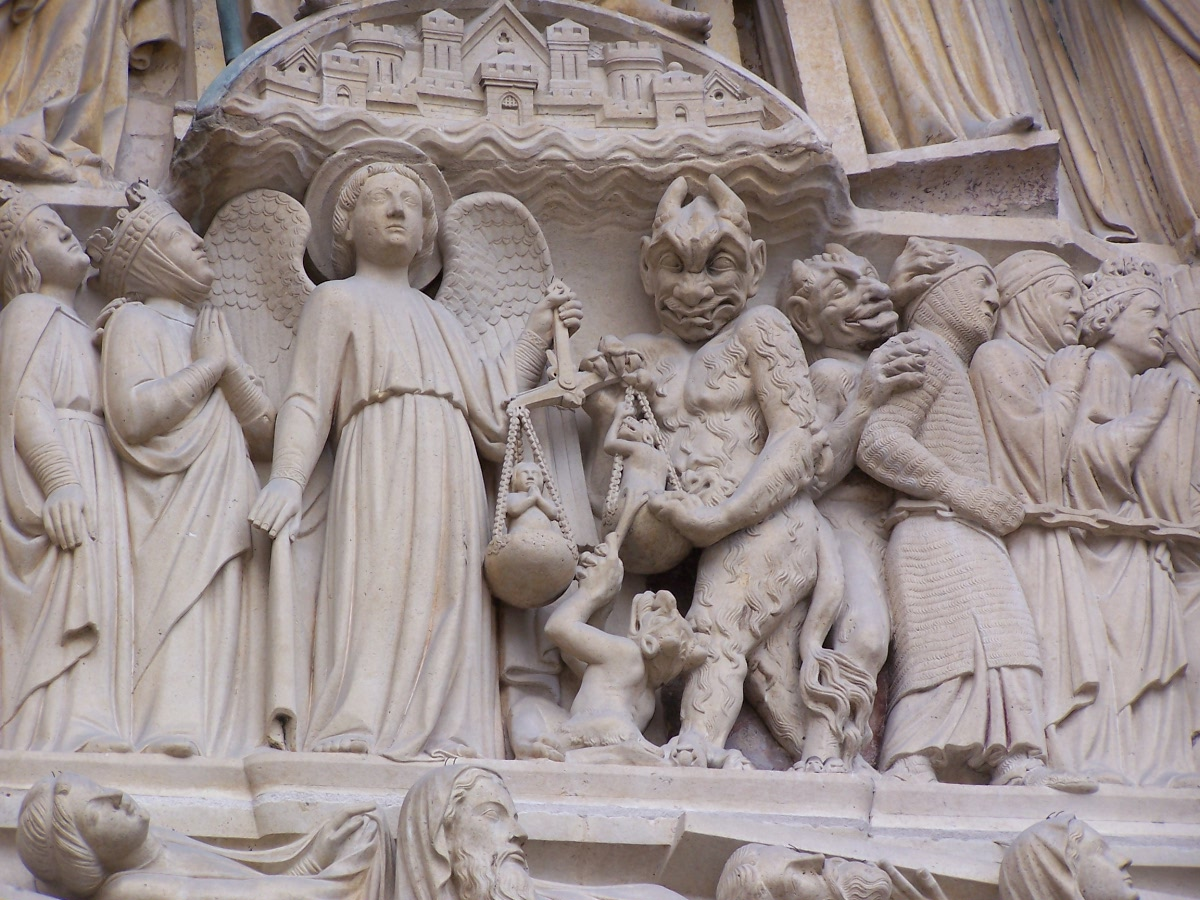
San Michele e Satana pesano le anime

Sull'architrave, rifatto pressoché integralmente nel XIX secolo, è raffigurata la risurrezione dei morti che, svegliati da due angeli che suonano la tromba, escono dalle rispettive tombe: essi appartengono a tutte le classi sociali a sono rappresentati secondo l'età e gli abiti loro propri al momento della morte, contrariamente alla prassi del XIII secolo che invece preferiva l'uniformità all'età considerata perfetta dei trent'anni. Nella fascia decorativa superiore vi sono, al centro, l'arcangelo Michele e Satana che, con una bilancia, pesano le anime; al lato, due schiere di individui: a sinistra i beati e a destra i dannati, i primi con il capo cinto da una corona (Ap 2,10), i secondi legati con delle catene e condotti da due demoni verso l'Inferno. Alcuni frammenti del primitivo apparato decorativo a rilievo (in particolare degli angeli che suonano le trombe) sono attualmente esposti presso il Museo di Cluny.

### Strombatura
Nella parte inferiore della strombatura vi sono dodici statue, sei per lato, raffiguranti i Dodici Apostoli, realizzate da diversi artisti tra il 1853 e il 1856 sotto la direzione di Adolphe-Victor Geoffroy-Dechaume e di Eugène Viollet-le-Duc, che presero come modello la porta reale della cattedrale di Bordeaux (metà del XIII secolo) Gli apostoli di sinistra, dall'esterno, sono Bartolomeo (di Geoffroy-Dechaume), Simone (di Fromanger), Giacomo il Minore (di Raymond Mirande), Andrea (di Ferdinand Taluet), Giovanni (di Louis-Eugène Bion), Pietro (di Louis-Joseph Daumas); quelli di destra, dall'esterno, sono Matteo (di Jules Cavelier), Giuda Taddeo (di Théophile Caudron), Filippo (di Geoffroy-Dechaume), Tommaso (di Prinssay), Giacomo (di Jean-Louis Chenillon) e Paolo di Tarso (di Gérard Fromanger). Ciascuna statua è sormontata da un baldacchino gotico, mentre lungo il cornicione ai loro piedi vi sono i simboli degli Evangelisti a tutto tondo.
Al di sotto degli apostoli si trovano ventiquattro bassorilievi disposti su due ordini sovrapposti e raffiguranti dodici virtù (ordine superiore, entro archetti tribolati sorretti da coppie di colonnine) a ciascuna delle quali è correlato il rispettivo vizio (ordine inferiore, entro dei tondi intervallati da triglifi), le prime raffigurate come allegorie femminili in trono, mentre i secondi invece anche attraverso concrete scene di peccato, secondo il seguente schema:
| Umiltà   | Prudenza | Castità  | Carità   | Speranza     | Fede      | porta | Forza         | Pazienza | Dolcezza | Pace      | Obbedienza | Perseveranza |
| Orgoglio | Follia   | Lussuria | Avarizia | Disperazione | Idolatria | porta | Vigliaccheria | Collera  | Durezza  | Discordia | Ribellione | Incostanza   |

Il ciclo, caratterizzato dalla presentazione di categorie originali al di fuori di quelle classiche, è forse frutto della riflessione teologica dell'ambiente canonicale parigino che sottolineava l'importanza di non semplicemente praticare le virtù ma di lasciarsi guidare da esse, e fu preso come modello per analoghe raffigurazioni allegoriche in costruzioni contemporanee o successive, come «nei portali delle cattedrali di Amiens e di Chartres, come nelle vetrate di Lione e di Auxerre», in particolare per la Fede mentre ostende uno scudo recante una croce, e la corrispettiva Idolatria «impersonificata da una donna in atteggiamento di preghiera di fronte a un piccolo simulacro, evidentemente un idolo».

### Trumeau e pilastri laterali

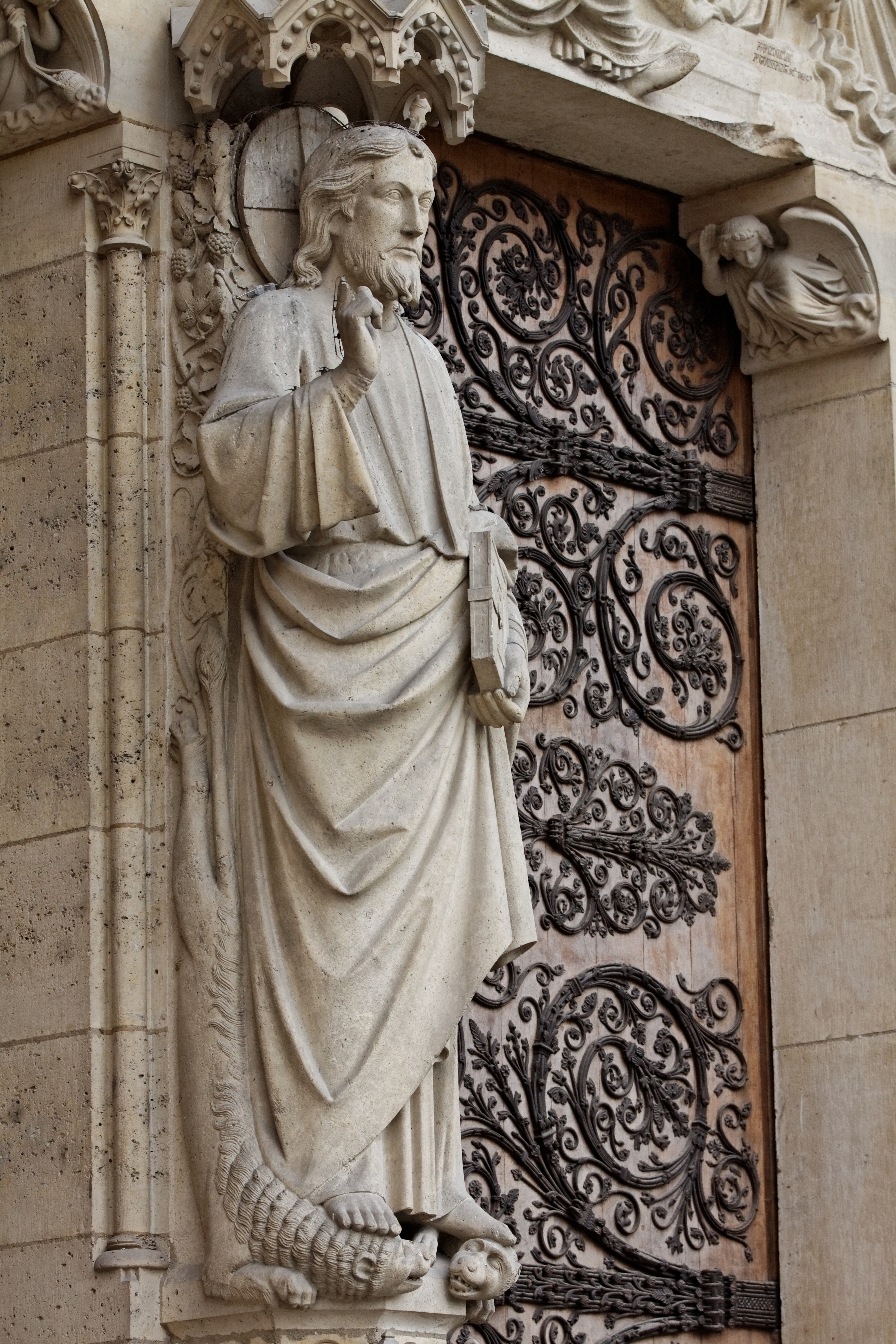
Le Beau-Dieu

Il trumeau fu integralmente ricostruito nel 1855 da Adolphe-Victor Geoffroy-Dechaume, il quale prese come riferimento quello del portale centrale della cattedrale di Amiens. A ridosso di esso vi è la statua detta Le Beau-Dieu (in italiano: il Dio bello), raffigurante Cristo in posizione eretta, con la mano destra in atto di benedizione e la sinistra che tiene il libro dei Vangeli; la collocazione di una statua di Cristo in tale posizione è un chiaro riferimento alla parabola di Gesù che parla di sé come porta del recinto delle pecore presente nella pericope del Buon Pastore (Gv 10,9). Il basamento fu disegnato da Viollet-le-Duc ispirandosi ad elementi architettonici della cattedrale di Laon e reca in alto Cinque profeti e in basso, entro medaglioni, le Sette arti liberali rappresentate secondo il trattato di Marziano Capella come figure femminili ciascuna con attributi particolari: da sinistra, la Medicina, la Dialettica, la Geometria, la Filosofia, la Musica, la Grammatica e l'Astronomia.
Sui pilastri laterali che sorreggono l'architrave, anch'essi integralmente rifatti nel XIX secolo, sono raffigurate a bassorilievo le Vergini sagge (a sinistra) e le Vergini stolte, in riferimento alla parabola presente nel Vangelo secondo Matteo.(Mt 25,1-13).

## Galleria di immagini

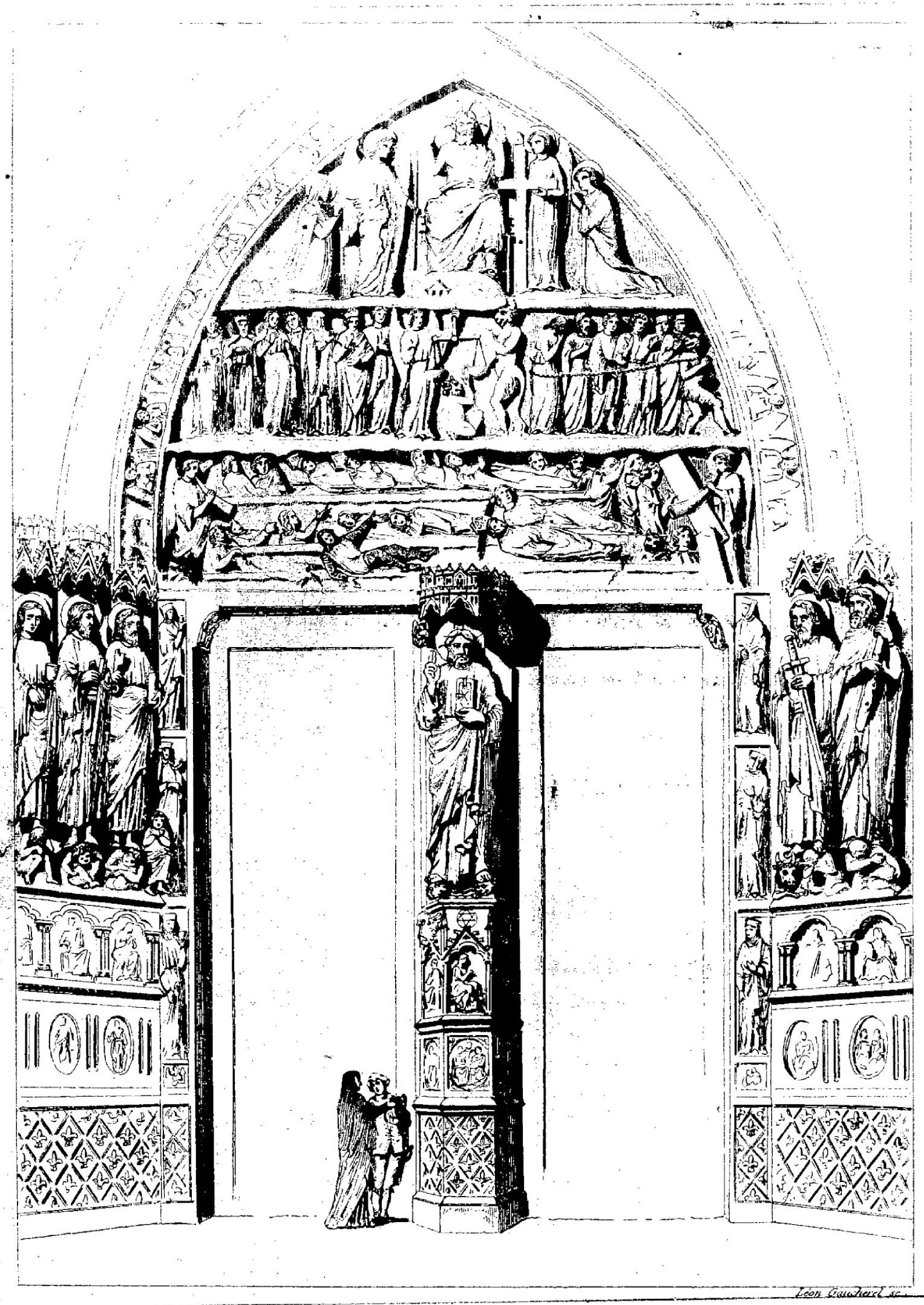
Progetto di restauro di Lassus e Viollet-le-Duc
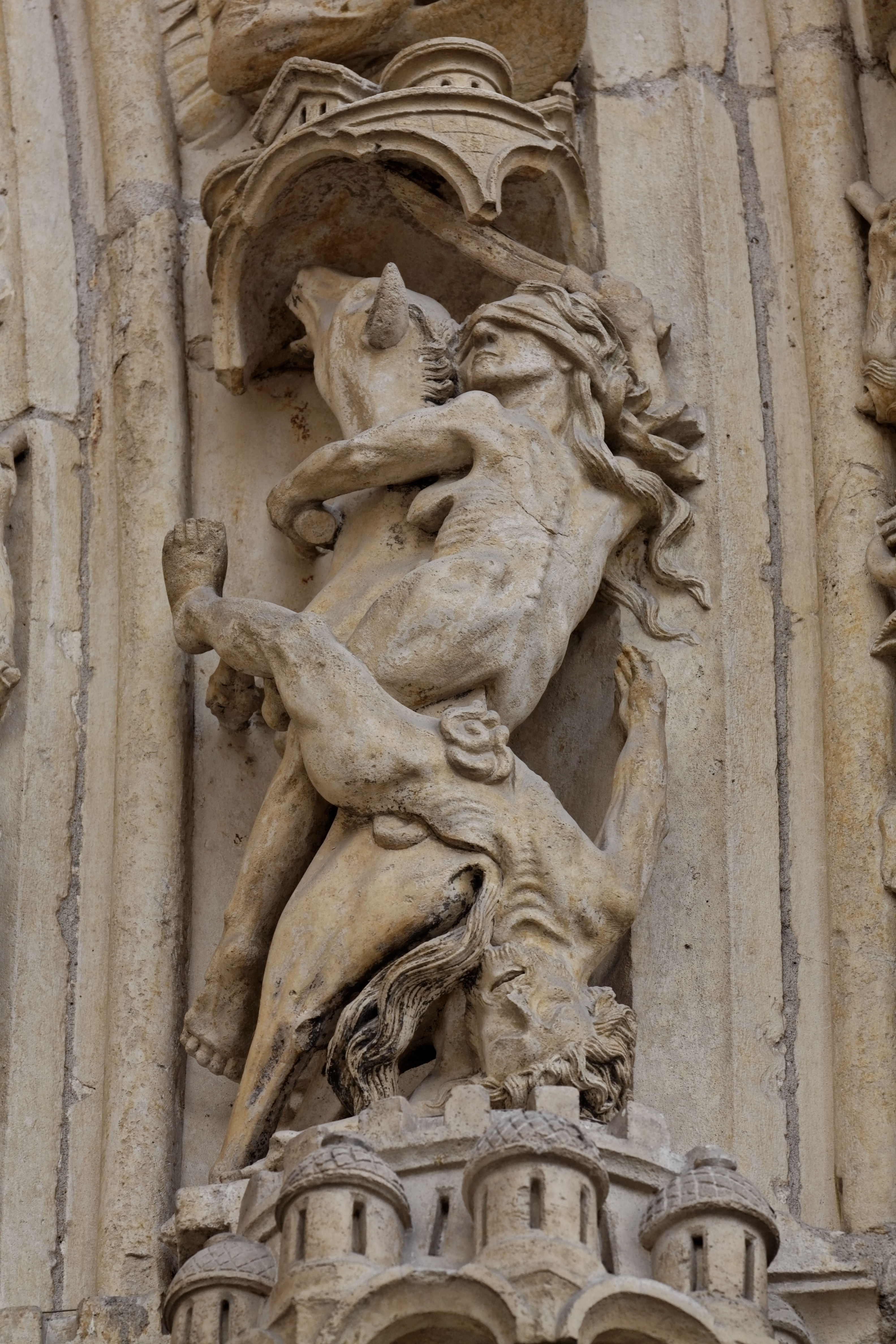
Morte a cavallo
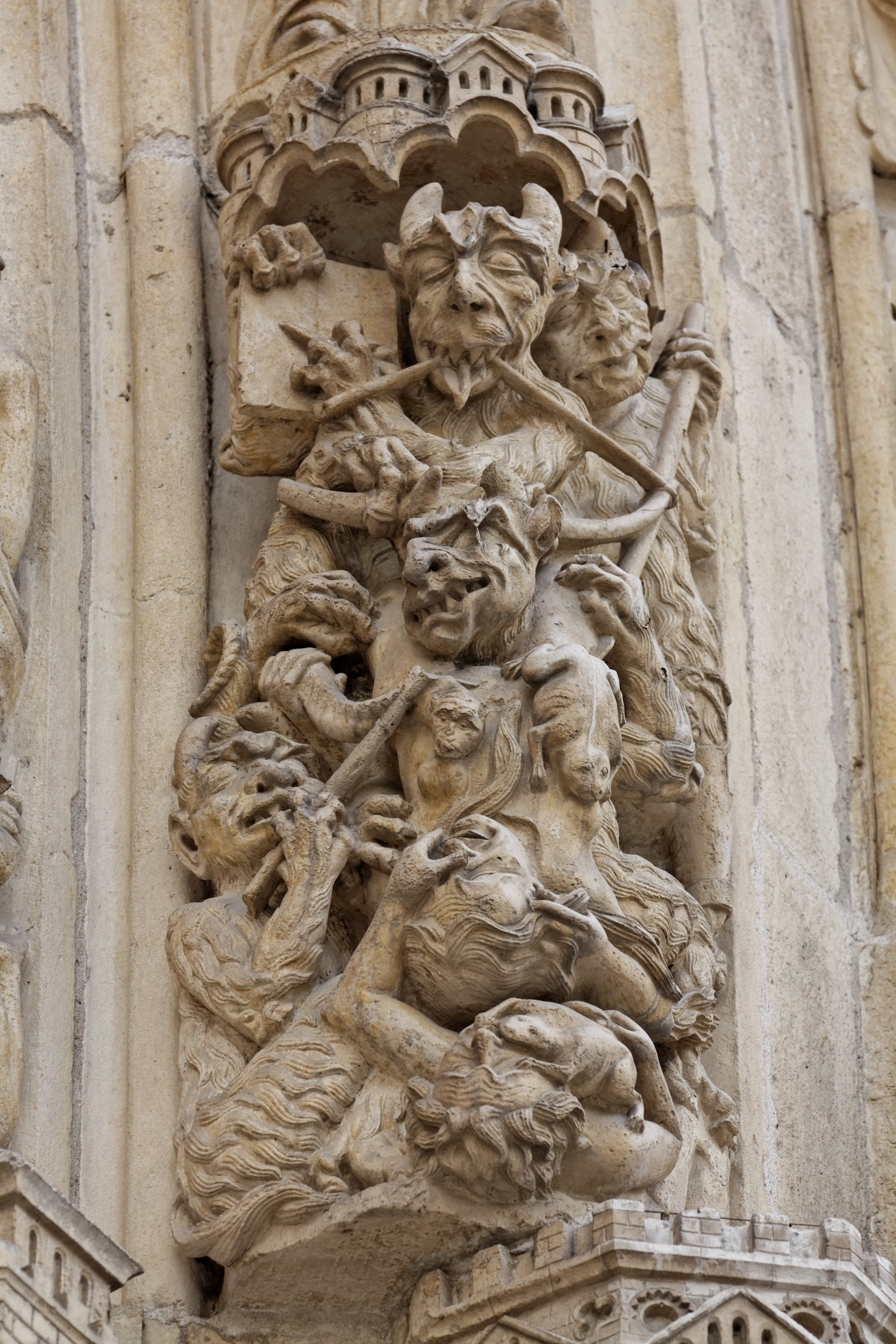
Scena infernale
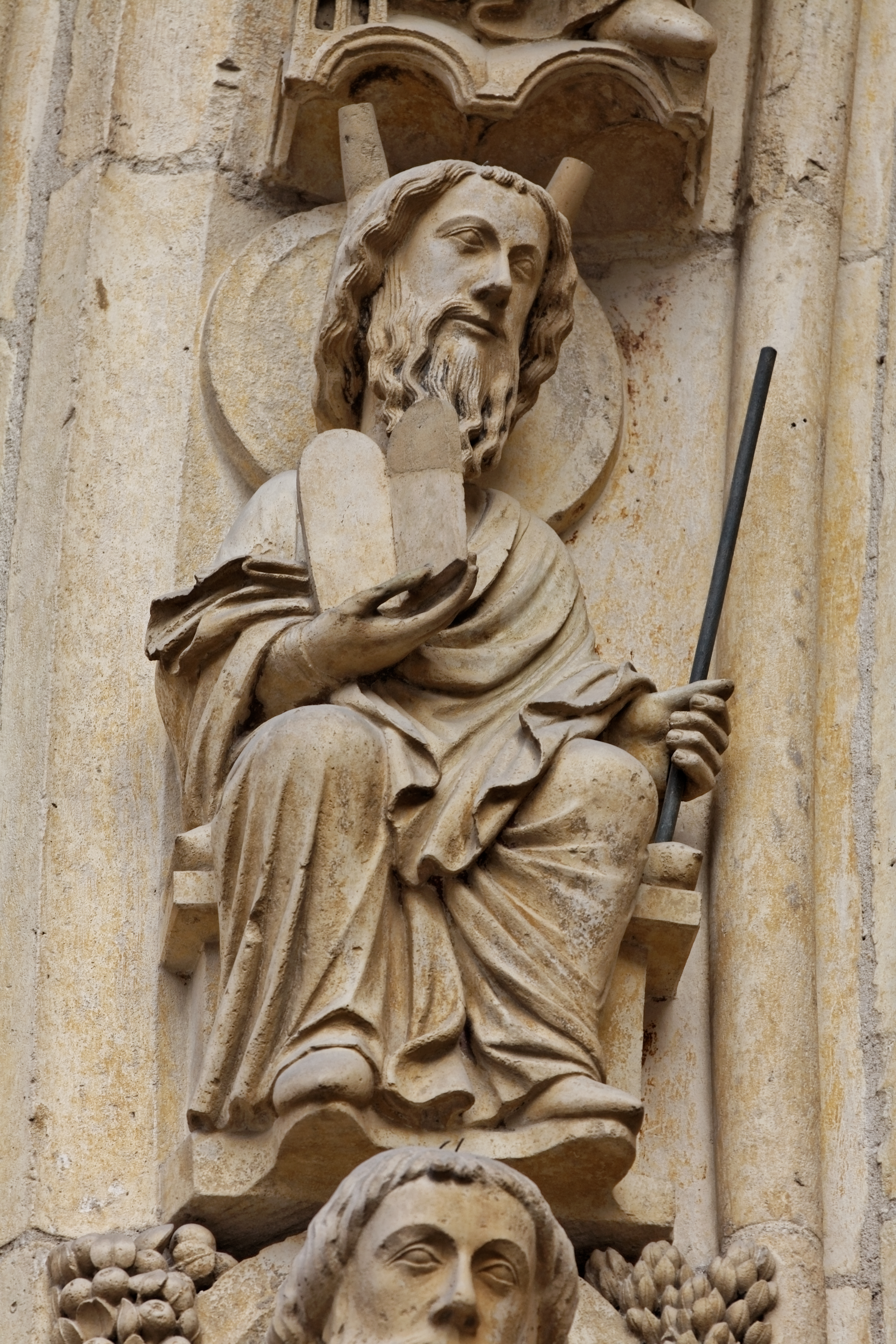
Mosè
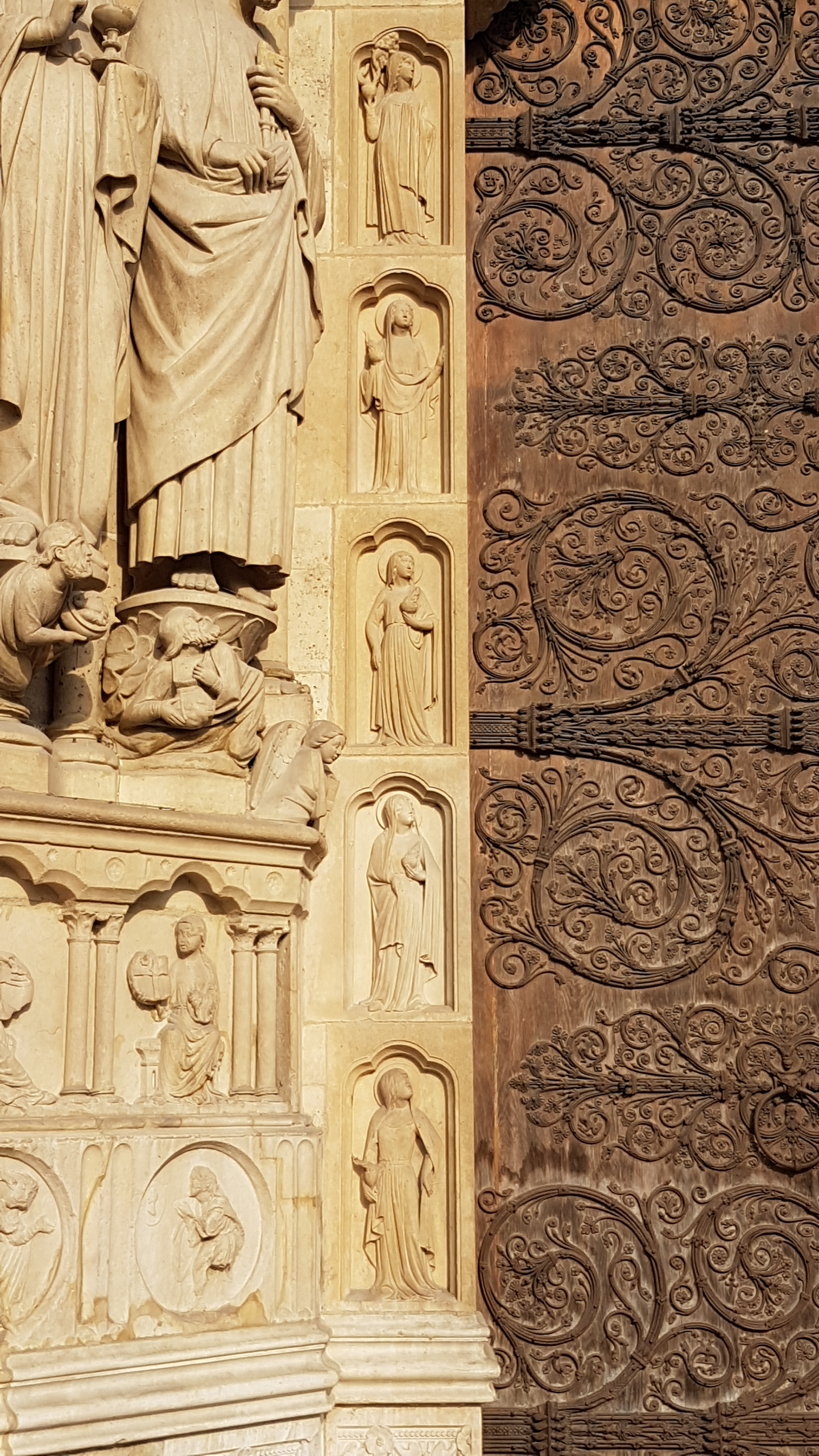
Vergini sagge
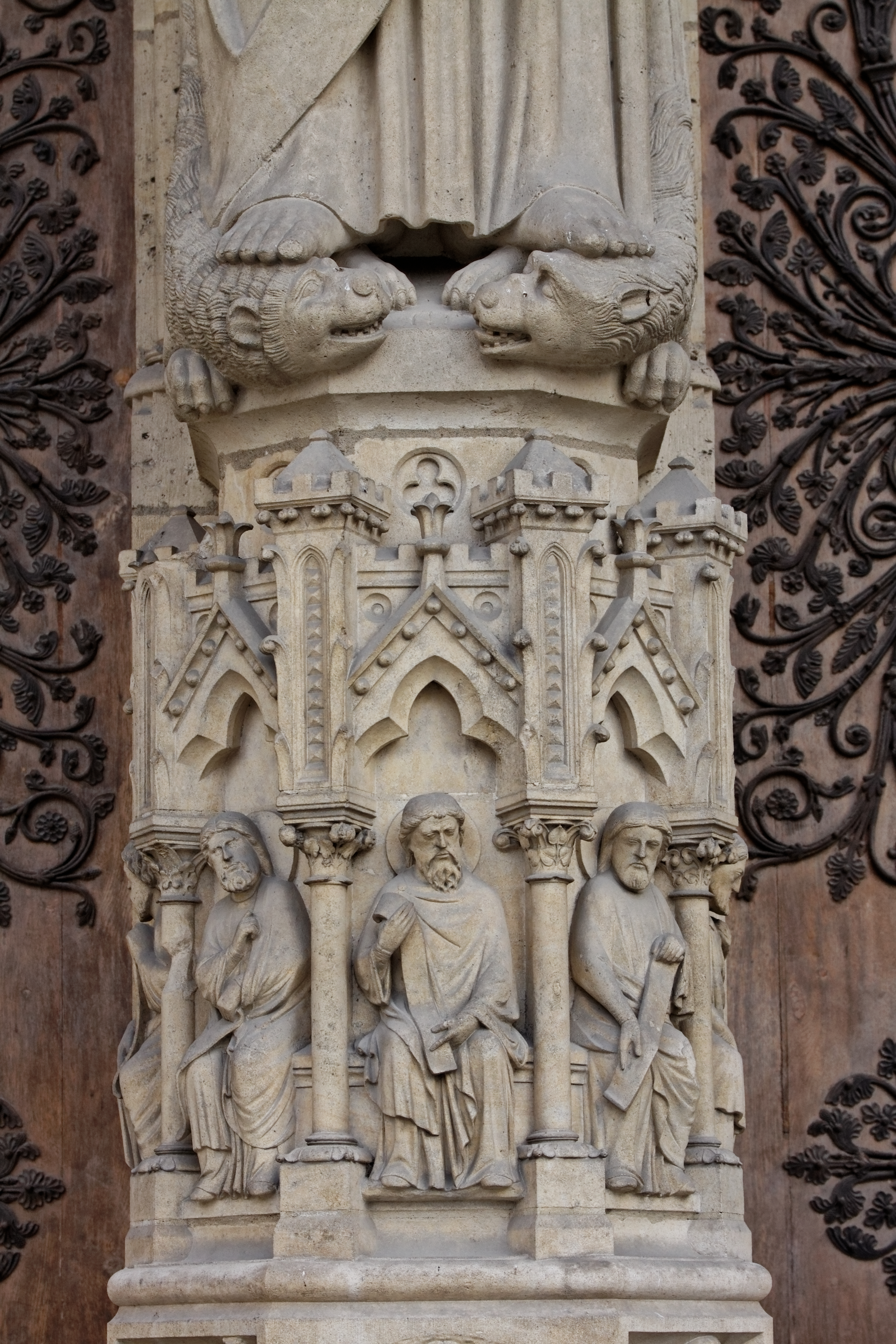
Le arti liberali
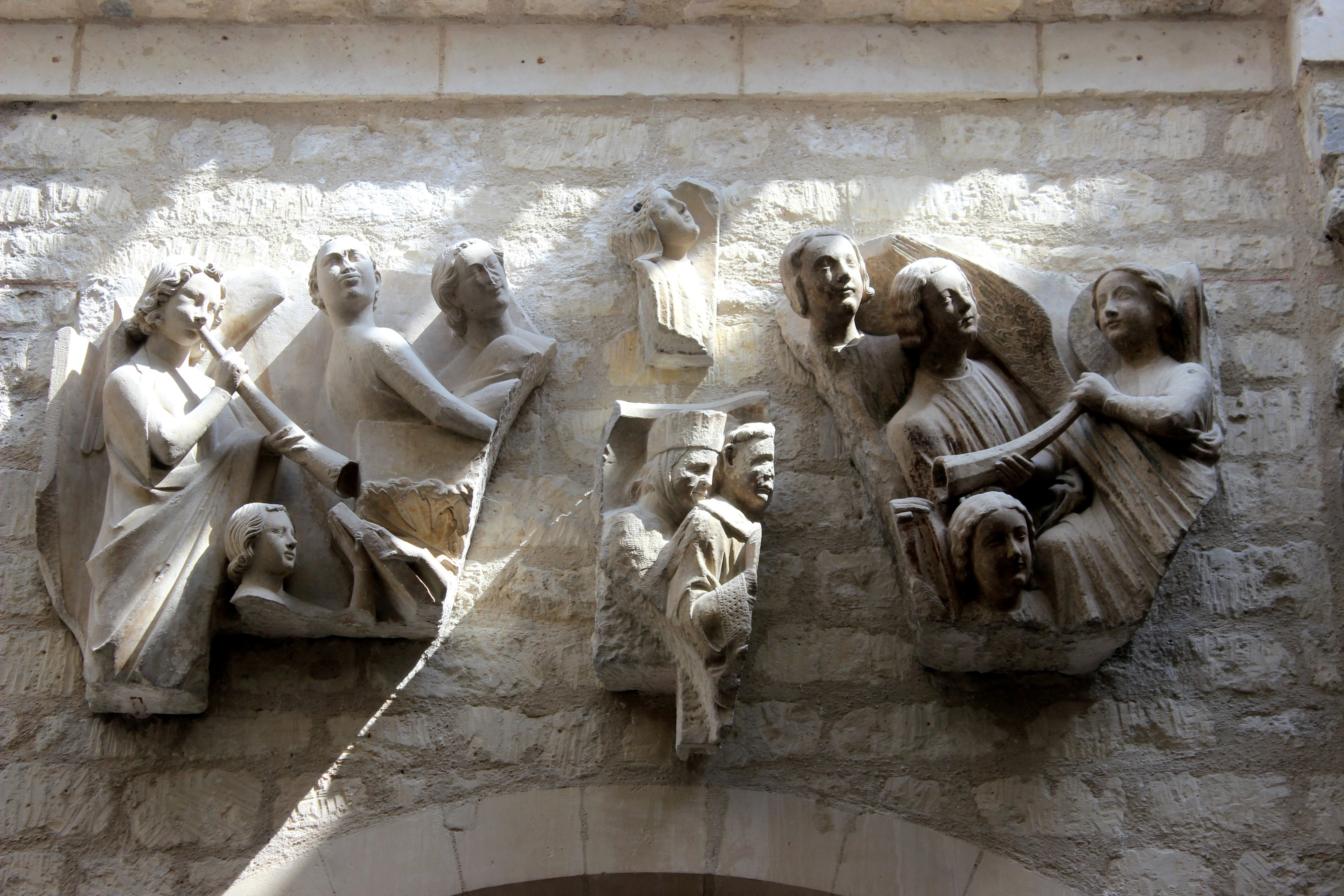
Frammenti originali presso il Museo di Cluny